# Landkreis Neuburg-Schrobenhausen
Landkreis Neuburg-Schrobenhausen ligger centralt i  Bayern, i den nordlige del af regierungsbezirk Oberbayern. Nabolandkreise er mod nord Landkreis Eichstätt, mod nordøst den kreisfri by Ingolstadt, mod øst ligger Landkreis Pfaffenhofen an der Ilm, mod syd Landkreis Aichach-Friedberg og mod vest Landkreis Donau-Ries, de to sidste ligger i regierungsbezirk Schwaben.

## Geografi
Landkreisen går i nord fra udløbere af Altmühldalen og Fränkische Alb over Donaulavningen hvor administrationsbyen  Neuburg og den tilgrænsende  Donaumoos ligger, midt i kreisområdet, til de sandede marker med aspargesavl i Donau-Isar-bakkelandet omkring  byen Schrobenhausen mod syd i landkreisen.

## Byer og kommuner
Kreisen havde 96680  indbyggere pr.  2018-12-31

| Byer 1. Neuburg a.d.Donau, administrationsby (29682) 2. Schrobenhausen (17106) Købstæder (Markt) 1. Burgheim (4598) 2. Rennertshofen (4930) Verwaltungsgemeinschafte 1. Neuburg a.d.Donau med kommunerne Bergheim og Rohrenfels 2. Schrobenhausen med kommunerne Berg im Gau, Brunnen, Gachenbach, Langenmosen og Waidhofen Kommuner 1. Aresing (2855) 2. Berg im Gau (1290) 3. Bergheim (1877) 4. Brunnen (1695) 5. Ehekirchen (3769) 6. Gachenbach (2515) 7. Karlshuld (5799) 8. Karlskron (4971) 9. Königsmoos (4746) 10. Langenmosen (1586) 11. Oberhausen (2992) 12. Rohrenfels (1555) 13. Waidhofen (2282) 14. Weichering (2432) |

## Eksterne kilder og henvisninger
1. ↑   Bayerisches Landesamt für Statistik – Tabelle 12411-001: Fortschreibung des Bevölkerungsstandes: Bevölkerung: Gemeinden, Stichtage (letzten 6) vom 10. Juli 2019 (Einwohnerzahlen auf Grundlage des Zensus 2011) (Hilfe dazu).

- Wikimedia Commons har flere filer relateret til Landkreis Neuburg-Schrobenhausen
- Offizielle Website des Landkreises Neuburg-Schrobenhausen

48°40′N 11°10′Ø / 48.67°N 11.17°Ø